# フランクリン郡 (テキサス州)
フランクリン郡 (フランクリンぐん、英: Franklin County) はアメリカ合衆国テキサス州に位置する郡である。2000年現在、ここの人口は9,458人である。ここの郡庁所在地はマウントバーノンである。この郡の名称の起源は記録されていないが、ここは一般的にベンジャミン・C・フランクリン判事の名を取って命名されたと信じられている。フランクリン郡はテキサス州内の46の酒類醸造販売禁止または禁酒郡（ドライ・カウンティ）の1つである (2005年2月現在)。

## 地理
アメリカ合衆国統計局によると、この郡は総面積763 km2 (295 mi2) である。このうち740 km2 (286 mi2) が陸地で24 km2 (9 mi2) が水地域である。総面積の3.09%は水地域となっている。

### 隣接する郡
- レッドリバー郡 (北)
- タイタス郡 (東)
- キャンプ郡 (南東)
- ウッド郡 (南)
- ホプキンス郡 (西)
- デルタ郡 (北西)

## 人口動勢

2000年国勢調査に基づくフランクリン郡の人口ピラミッド

2000年現在の国勢調査で、この郡は人口9,458人、3,754世帯、及び2,732家族が暮らしている。人口密度は13/km2 (33/mi2) である。7/km2 (18/mi2) の平均的な密度に5,132軒の住宅が建っている。この郡の人種的な構成は白人89.19%、アフリカン・アメリカン3.94%、先住民0.63%、アジア0.21%、太平洋諸島系0.00%、その他の人種5.14%、及び混血0.88%である。ここの人口の8.90%はヒスパニックまたはラテン系である。
この郡内の住民は24.30%が18歳未満の未成年、18歳以上24歳以下が7.30%、25歳以上44歳以下が24.80%、45歳以上64歳以下が25.00%、及び65歳以上が18.50%にわたっている。中央値年齢は40歳である。女性100人ごとに対して男性は94.30人である。18歳以上の女性100人ごとに対して男性は92.80人である。
この郡内の世帯ごとの平均的な収入は31,955米ドルであり、家族ごとの平均的な収入は37,064米ドルである。男性は28,806米ドルに対して女性は19,361米ドルの平均的な収入がある。この郡の一人当たりの収入 (per capita income) は17,563米ドルである。人口の15.60%及び家族の12.50%は貧困線以下である。全人口のうち18歳未満の21.20%及び65歳以上の12.30%は貧困線以下の生活を送っている。

## 都市及び町
- マウントバーノン (Mount Vernon)
- ウィンズボロ (Winnsboro)、ほとんどがウッド郡に位置する